# 神池県
神池県（しんち-けん）は中華人民共和国山西省忻州市に位置する県。

## 歴史
南北朝時代、東魏により神武郡（後に太平郡）の郡治として設置された神武県を前身とする。唐朝に廃止されたが、遼朝により再設置、武州州治とされたが、金朝により再設置された。明朝になると神池堡が設置され、1725年（雍正3年）に清朝により神池県に昇格した。
1958年に廃止となり五寨県に編入されたが、1961年に再設置され現在に至る。

## 行政区画
- 鎮:竜泉鎮、義井鎮、八角鎮
- 郷:東湖郷、賀職郷、長畛郷、烈堡郷、大厳備郷